# Московское архитектурное общество
Московское архитектурное общество (МАО) — первое творческое объединение московских архитекторов и инженеров-строителей, образованное в 1867 году по инициативе архитектора М. Д. Быковского. МАО положило начало систематическому изучению древне-русской архитектуры, являлось инициатором съездов архитекторов, организовало первую в России архитектурную выставку. Прекратило своё существование в 1930 году.

## История общества

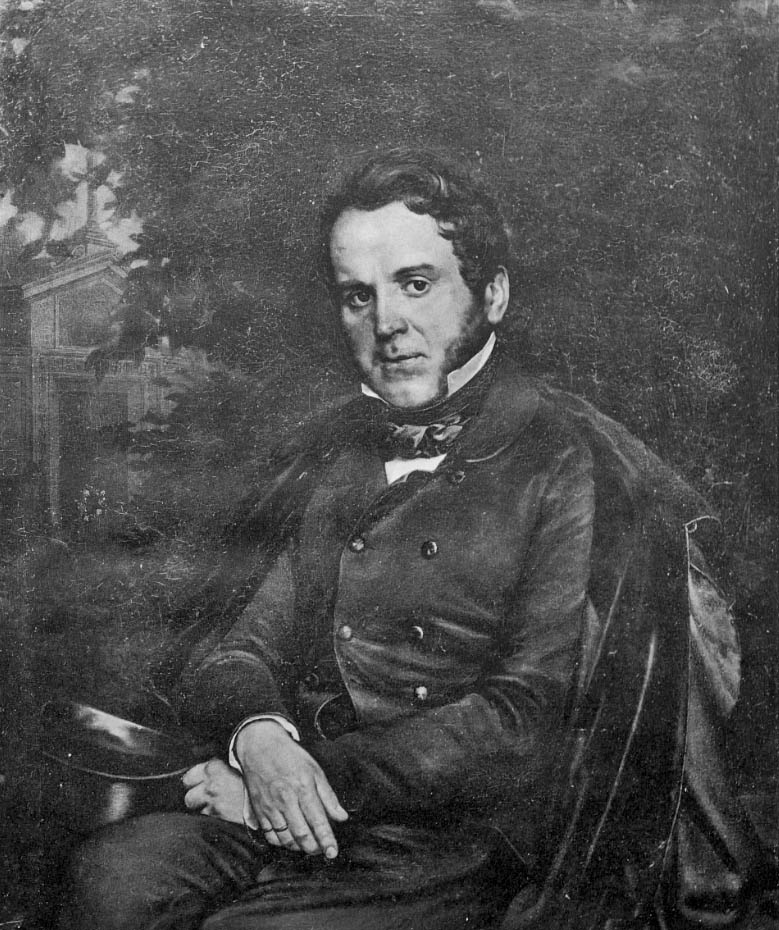
Инициатор создания и первый председатель МАО М. Д. Быковский

Весной 1865 года на квартире у архитектора М. Д. Быковского начала собираться группа единомышленников, целью которых стало объединение московских архитекторов для совместной научно-практической деятельности. В эту группу входили: сам М. Д. Быковский, его сын К. М. Быковский, П. А. Герасимов, А. С. Никитин, Н. В. Никитин, П. С. Кампиони, А. Л. Обер, М. Н. Чичагов, И. К. Вессель, А. А. Мейнгард, Н. Н. Кюлевейн, Н. Д. Раевский, В. В. Белокрыльцев и А. А. Авдеев. Одновременно группа других архитекторов и инженеров решила учредить Московское техническое и художественное общество. Власти не позволили создать два архитектурных общества, в связи с чем от обоих инициативных групп были избраны по 7 членов, которые были призваны найти пути сближения взглядов на создание общества и составить единый текст устава. 27 октября 1867 года император Александр II разрешил создание Московского архитектурного общества и утвердил его устав. Московское архитектурное общество стало третьим по дате основания архитектурным Обществом Российской империи после Рижского (1858) и Одесского (1862).
Всего первоначальный состав МАО насчитывал 40 членов, участвовавших в составлении устава и подписавших его. В первых параграфах устава описывались цели создания Общества:

§ 1. МАО имеет целью содействовать разработке и распространению в России художественных и технических познаний, относящихся до архитектуры.
§ 2. В круг занятий общества входят: а) чтения и совещания, б) издание по части архитектуры оригинальных и переводных сочинений, сборников и т. п., в) учреждение библиотеки и кабинета моделей и строительных материалов, г) назначение конкурсов и премий за лучшие проекты и сочинения по архитектуре, д) исследование строительных материалов и разных способов построек, е) устройство публичных выставок и чтений, ж) преподавание рабочим, знающим грамоту (с целью образования десятников для надзора над рабочими при постройках), арифметики, черчения и рисования, в приложении к строительному делу.

23 ноября 1867 года на общем собрании членов общества его председателем был избран М. Д. Быковский.
Первоначально члены Общества собирались в помещениях Московского училища живописи, ваяния и зодчества. В первый год существования МАО его членами было проведено 39 собраний. Научная работа началась с исследований в области строительной техники и строительных материалов, способов ведения строительных работ и санитарно-гигиенических проблем. В дальнейшем МАО сосредоточилось на разработке теоретических, исторических и технических проблем архитектуры, на проведении архитектурных конкурсов и изучении памятников старины. Кандидаты в члены Общества проходили достаточно жёсткий отбор, избрание осуществлялось путём голосования на общем собрании. Почётными членами Общества были избраны академик К. А. Тон и А. И. Казначеев.
В 1870 году вышел первый печатный труд общества — «Записки членов Московского Архитектурного общества о лучшем способе мощения улиц Москвы».
В 1872 году члены МАО участвовали в организации Политехнической выставки в Москве. В том же году почётным председателем Общества стал Великий князь Владимир Александрович. В 1879 году его товарищем (заместителем) стал московский генерал-губернатор В. А. Долгоруков.

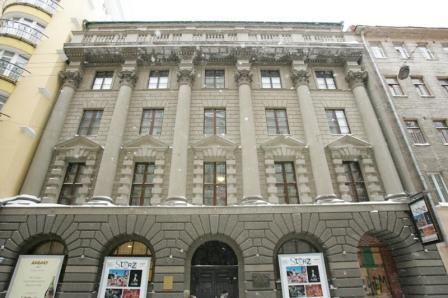
Собственный дом МАО в Ермолаевском переулке

Первый съезд МАО состоялся в 1892 году в Санкт-Петербурге. Позднее прошло ещё четыре съезда, из них два — в 1900 и 1911 годах прошли в Санкт-Петербурге, а два — в Москве (в 1895 и 1913 годах). В 1914 году МАО по инициативе Московской городской думы сформировало комиссию по присуждению премий за лучшие фасады строящихся зданий.
По проектам членов Московского архитектурного общества в Москве построено большое количество зданий, многие из которых являются в настоящее время памятниками истории и культуры. Общество выпускало «Ежегодник МАО», редактором которого с 1909 по 1911 годы являлся архитектор Н. С. Курдюков. В течение трёх лет редактором «Архитектурного вестника» и «Записок МАО» являлся архитектор А. А. Нетыкса. Он же в течение шести лет работал библиотекарем Общества.
В 1907 году по инициативе председателя Общества Ф. О. Шехтеля при МАО организовали двухлетние курсы десятников, заведовать которыми стал С. В. Барков. Курсы работали вплоть до 1919 года.
К 1912 году членами МАО являлись 152 человека, при этом в Москве в то время работало более 700 зодчих. В начале XX века общество размещалось в Малом Златоустинском переулке, 4. С момента постройки собственного здания (1914, архитектор Д. С. Марков), правление Общества переехало в Ермолаевский переулок, 17.
После Октябрьской революции Московское архитектурное общество продолжило деятельность, организовывая в 1917—1921 годах циклы общедоступных лекций, проводя конкурсы и осуществляя практическую работу по охране памятников архитектуры. В 1930 году Московское архитектурное общество прекратило своё существование, войдя на правах сектора в Московское областное отделение Всесоюзного архитектурно-научного общества (МОВАНО). В свою очередь МОВАНО было ликвидировано в 1932 году в связи с созданием Союза архитекторов СССР.
В 1998 году группа архитекторов приняла решение о воссоздании Московского архитектурного общества.

## Руководители Общества

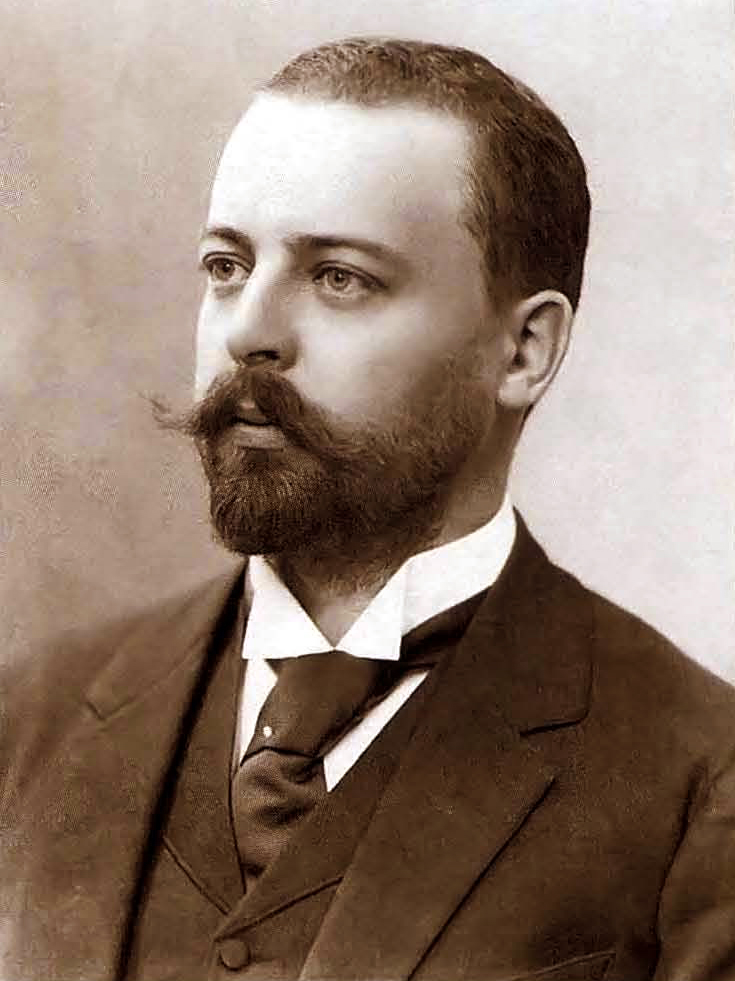
Ф. О. Шехтель возглавлял МАО на протяжении 18-ти лет

### Председатели
- М. Д. Быковский (ноябрь 1867 — ноябрь 1869)[7]
- П. А. Герасимов (декабрь 1869)[7]
- А. С. Никитин (январь 1870 — май 1871)[16]
- М. Д. Быковский (май 1871)[сн 1], старшие члены МАО поочерёдно (май 1871 — февраль 1872)[17]
- Н. А. Шохин (февраль 1872 — ноябрь 1875)[18][сн 2]
- П. С. Кампиони (ноябрь 1875 — ноябрь 1878)[20][сн 3]
- Н. В. Никитин (февраль 1879 — январь 1894)[9]
- Д. Н. Чичагов (январь-июнь 1894)[21]
- К. М. Быковский (июнь 1894 — 1903)[22]
- А. В. Иванов (1903—1905)
- М. К. Геппенер (1905—1906)
- Ф. О. Шехтель (1906—1922)
- А. В. Щусев (1922—1930)

### Товарищи (заместители) Председателя
- 1870 — Я. И. Реймрес[23]
- 1905 — С. В. Ноаковский
- 1908—1918 — И. П. Машков[24]
- 1920-е — И. В. Рыльский, Д. С. Марков, Л. А. Веснин, С. В. Барков, П. А. Толстых[25][26]

### Секретари Общества
- 1867—1879 — Н. В. Никитин (1867—1879)[9]
- 1894—1901 — И. П. Машков[24]
- 1901 — В. И. Чагин, А. А. Латков
- 1910-е — П. А. Заруцкий
- 1912—1916 — Д. С. Марков, И. И. Дюмулен[27]
- 1920 — И. В. Рыльский, П. И. Антипов, Д. В. Разов[26]

## Издания Общества
- Записки членов Московского Архитектурного общества о лучшем способе мощения улиц Москвы (1870);
- Записки Московского архитектурного общества (1905—1909), 8 выпусков;
- Спутник зодчего по Москве (1895), под редакцией И. П. Машкова[6][24].
- Бондаренко И. Е. Архитектор Матвей Фёдорович Казаков. — М.: Московское архитектурное общество, 1912. — 45 с.

### Сноски
1. ↑  Бал избран, но вскоре отказался от должности[17].
2. ↑  Фактически Шохин перестал исполнять обязанности в марте 1875 года, когда Кампиони начал председательствовать на собраниях МАО[19].
3. ↑  После смерти Кампиони Общество  до февраля 1879 года работало без председателя[19].